# Campanula damboldtiana
Campanula damboldtiana là loài thực vật có hoa trong họ Hoa chuông. Loài này được P.H.Davis & Sorger mô tả khoa học đầu tiên năm 1979.